# 藤本和秀
藤本 和秀（ふじもと かずひで、1950年5月17日 - ）は、日本の実業家。阪急阪神ホテルズ代表取締役社長。

## 来歴・人物
東京都出身。明治大学政治経済学部卒業。
1974年第一ホテル入社。1998年人事部長、2003年第一阪急ホテルズ取締役（第一ホテルが阪急電鉄の完全子会社になったことに伴う）、2005年阪急ホテルマネジメント執行役員、2008年阪急阪神ホテルズ執行役員、2009年同常務執行役員、2012年同取締役常務執行役員、2013年同代表取締役社長に就任。